# Django Girls
Django Girls est une organisation internationale à but non lucratif créée par Ola Sitarska et Ola Sendecka, qui a pour objectif d’encourager les femmes de tous horizons à s'intéresser à la technologie et à devenir programmeuses, grâce à un environnement sûr et amical. Elle tient son nom du framework Django. Elle est connue pour les ateliers gratuits qu'elle organise pour aider les femmes à apprendre à programmer. Elle est souvent soutenue par la Python Software Foundation, et anime régulièrement des sessions à la conférence Python (PyCon).

## Histoire
Le premier atelier Django Girls, à l’origine de l’organisation homonyme, se déroule pendant la conférence EuroPython 2014 à Berlin. Ola Sitarska et Ola Sendecka choisissent d'utiliser Django et Python car les deux sont des plateformes de code open source, ce qui peut aider les femmes à développer ensuite leurs propres idées. L'initiative se répand plus tard dans le monde entier, dans des pays tels que l'Argentine,, l'Australie, la Bolivie, la Colombie, le Ghana, le Nigeria, le Royaume-Uni, ou encore le Zimbabwe.
Le 23 octobre 2020, les deux cofondatrices annoncent quitter le projet par manque de temps et d’énergie. Elles sont remplacées par cinq co-directrices.

## Tutoriel
Le tutoriel des Django Girls enseigne comment créer et mettre en ligne un blog à l'aide de Django. Il est maintenu et mis à jour par la communauté Django Girls sur GitHub. En décembre 2020, le tutoriel Django Girls était disponible en ligne en 19 langues.

## Ateliers
L’organisation fournit un manuel aux bénévoles de Django Girls, qui permet à celles-ci d’offrir gratuitement des ateliers d'un ou deux jours dans de nombreuses villes du monde, généralement pendant les week-ends,. Il est destiné aux débutantes, et enseigne le HTML, le CSS, Python et Django. En mai 2018, 414 villes dans 90 pays avaient accueilli des ateliers Django Girls, comme Accra, Florence, Katmandou, Lagos, Oxford, ou encore São José dos Campos.